# Petermattinglyius
Petermattinglyius is een muggengeslacht uit de familie van de steekmuggen (Culicidae).

## Soorten
- P. franciscoi (Mattingly, 1959)
- P. iyengari (Edwards, 1923)
- P. punctipes (Edwards, 1921)
- P. scanloni (Reinert, 1970)
- P. whartoni (Mattingly, 1965)